# 妮科尔·戴维斯
妮科尔·戴维斯（英語：Nicole Davis，1982年4月24日—），美国女子排球运动员，司职自由人。她曾代表美国国家队参加2008年和2012年夏季奥林匹克运动会排球比赛，获得二枚银牌。